# Lin Huiyang
Lin Huiyang (* 6. Januar 1998) ist eine chinesische Skeletonpilotin.

## Karriere
Am Ende der Saison 2015/16 gab Lin Huiyang ihr internationales Debüt im Skeleton-Nordamerikacup. Am 5. März 2016 belegte sie in Park City den 15. Platz. In Lake Placid nahm sie am 17. und 18. März an den letzten beiden Rennen des Nordamerikacup. Bei den beiden Wettbewerben auf der Olympia-Bobbahn Mount Van Hoevenberg belegte sie jeweils den zwölften Platz. Mit diesen drei Platzierungen sammelte sie 78 Punkte und belegte damit in der Gesamtwertung nur 19. Platz. In der Saison 2016/17 gab sie im Skeleton-Europacup ihr Debüt und belegte am 10. November 2016 in Innsbruck bei ihren ersten Rennen in dieser Rennserie den 24. Platz. Nachdem sie nach dem Jahreswechsel am 12. Januar 2017 in St. Moritz den 23. Platz belegte, ging sie am 19. Januar in Altenberg an den Start und konnte mit den 18. Platz erstmals eine Platzierung unter den Top 20 belegen. Einen Tag später belegte sie beim zweiten Rennen im DKB-Eiskanal mit dem 16. Platz ihr bestes Resultat in der Saison. Am Ende der Saison belegte sie mit 51 Punkten den 34. Platz in der Gesamtwertung des Europacups.
Nachdem sie in der Saison 2017/18 an keinen von der IBSF gelisteten Rennen teilgenommen hatte, ging sie am in der Saison 2018/19 sowohl im Europacup, im Nordamerikacup und im Intercontinentalcup an den Start. Nachdem sie Whistler am 7. und 8. November 2018 bei den beiden Wettbewerben im Nordamerikacup den 15. bzw. den 14. Platz belegte, gab sie eine Woche später in Innsbruck ihr Debüt im Skeleton-Intercontinentalcup. Am 15. November 2020 belegte sie auf dem Olympia Eiskanal Igls bei ihrem Debüt den 20. Platz. Einen Tag später belegte sie beim zweiten Rennen in Innsbruck-Igls erneut den 20. Platz. Nachdem sie vor dem Jahreswechsel in Königssee am Europacup teilnahm und dort bei den Wettkämpfen am 6. und 7. Dezember nur den zwanzigsten und den 19. Platz belegte, konnte sie nach dem Jahreswechsel am 24. Januar 2019 in Lake Placid mit den neunten Platz erstmals eine Top-Ten-Platzierung im Skeleton-Intercontinentalcup erreichen. Einen Tag später belegte sie beim zweiten Wettbewerb auf der Olympia-Bobbahn Mount Van Hoevenberg den 13. Platz. Am Ende der Saison belegte sie mit 401 Punkten in der Gesamtwertung des Intercontinentalcups 2018/19 den 14. Platz. Am 3. Februar 2019 nahm sie am Königssee an der Skeleton-Juniorenweltmeisterschaft 2019 teil. Dabei belegte sie bei ihrer ersten Teilnahme an einer Skeleton-Juniorenweltmeisterschaft den 17. Platz. Sie konnte sich durch ihre Ergebnisse einen Quotenplatz bei den Bob- und Skeleton-Weltmeisterschaften sichern. Auf der Olympia-Bahn von Whistler belegte sie bei den Weltmeisterschaften 2019 den 22. Platz.
Durch die Leistungen der Vorsaison konnte sich die chinesische Mannschaften zwei Quotenplätze für den Skeleton-Weltcup sichern. Bevor Lin Huiyang ihr Debüt im Weltcup gab, nahm sie zum Einstieg in die Saison 2019/20 am Skeleton-Nordamerikacup in Lake Placid teil und belegte beim Rennen am 21. November 2019 den sechsten Platz. Am 7. Dezember debütierte sie dann im Skeleton-Weltcup beim ersten Weltcup-Rennen der Saison auf der Olympia-Bobbahn Mount Van Hoevenberg. Dabei beendete sie den Wettbewerb auf den 23. Platz. Eine Woche später belegte sie beim zweiten Weltcup-Rennen in Lake Placid erneut den 23. Platz. Nach dem Jahreswechsel konnte sie am 10. Januar 2020 in La Plagne mit den 19. Platz erstmals einen Platz unter den Top 20 belegen. Eine Woche später belegte sie beim Weltcup in Innsbruck mit den 16. Platz ihr bestes Saisonresultat im Skeleton-Weltcup. Am Saisonende belegte sie im Gesamtweltcup der Saison 2019/20 mit 427 Punkten den 22. Platz. Zudem qualifizierte sie sich erneut für die Bob- und Skeleton-Weltmeisterschaften und belegte im Einzelwettbewerb nach vier Läufen in Altenberg den 13. Platz bei den Bob- und Skeleton-Weltmeisterschaften 2020. Am 1. April 2020 nahm sie gemeinsam mit Yan Wengang als „China I“ am erstmals ausgetragenen Skeleton-Mixed-Wettbewerb teil und beendeten auf den ENSO-Eiskanal den Wettbewerb auf den sechsten Platz.